# Boulevard Gustave Kleyer
Le boulevard Gustave Kleyer est une artère de Liège en Belgique (région wallonne). 

## Situation et accès
Cette voie très sinueuse du quartier et de la colline de Cointe d'une longueur d'environ 2 400 m est une des artères les plus longues de la ville de Liège. Tantôt traversant des espaces verts arborés (parc de Cointe), tantôt évoluant dans un milieu plus urbain, ce boulevard épouse une douzaine de virages et procure çà et là une vue panoramique sur la ville de Liège et la vallée de la Meuse.
Les abords du boulevard invitent à la balade (marche, jogging, vélo).
Voiries adjacentes
- Avenue de l'Observatoire
- Place du Batty
- Rue Bois-l'Évêque
- Rue des Bruyères
- Rue de Joie
- Rue des Wallons
- Rue Bois-d'Avroy
- Rue des Failles
- Rue Georges Antoine
- Rue du Laveu
- Rue Ferdinand Borny
- Rue du Bel-Horizon
- Rue Henri Maus
- Boulevard Louis Hillier

## Origine du nom
La voie honore l'homme politique belge et militant wallon Gustave Kleyer (1853-1939)

## Historique
Ce boulevard initialement baptisé boulevard de Cointe a été percé à l'initiative de Gustave Kleyer (1853-1939), bourgmestre de Liège de 1900 à 1921. Celui-ci avait le projet de créer un boulevard sur les hauteurs occidentales de Liège entre Cointe et le Thier-à-Liège. Le boulevard actuel reliera finalement Cointe à Saint-Gilles. 
Les premiers travaux débutent en 1903. Ils concernent un premier tronçon partant de la place du Batty jusqu'à la rue Bois-l'Évêque. Le dernier tronçon arrivant à la rue Henri Maus est inauguré en 1909. Le boulevard de Cointe est rebaptisé boulevard Gustave Kleyer en 1921 en l'honneur de son investigateur qui se voit contraint de quitter cette année-là son poste de bourgmestre pour cause de cécité.

## Bâtiments remarquables et lieux de mémoire
Située au no 36, l'école communale de Cointe a été construite en 1911 en style mosan par l'architecte Joseph Lousberg.

### Source et lien externe
- Claude Warzée, « Le plateau de Cointe », sur Liège, photos d'hier et d’aujourd’hui (consulté le 5 août 2023)